# Шелл, Дональд
Дональд Шелл (англ. Donald L. Shell, 1 марта 1924 года — 2 ноября 2015 года) — американский учёный в области информатики, который разработал алгоритм сортировки массива — метод Шелла.

## Биография
После окончания Мичиганского технологического университета Дональд Шелл поступил в Инженерные войска США. После окончания войны он вернулся в Мичиган и начал преподавать. Затем Шелл переехал в Цинциннати и начал работу в General Electric, где разрабатывал алгоритмы и написал программу для выполнения круговых расчётов для двигателей самолётов. В то же время он учился в университете Цинциннати и в 1951 году защитил магистерскую диссертацию, а затем в 1959 году стал доктором философии. В июле того же года он опубликовал свой алгоритм сортировки.